# Eduard Ovčáček
Eduard Ovčáček (5. března 1933 Třinec – 5. prosince 2022) byl český vizuální básník, grafik, sochař, malíř, fotograf, typograf, kurátor a vysokoškolský pedagog.

## Život
Eduard Ovčáček vystudoval Vysokou školu výtvarných umění v Bratislavě (1957–1963, prof. Peter Matejka) a roku 1962 absolvoval roční stáž na Vysoké škole uměleckoprůmyslové v Praze (prof. Antonín Kybal).

Již koncem 50. let byl členem skupiny Kroky a jedním z iniciátorů vzniku nezávislé bratislavské skupiny výtvarníků orientovaných na informel a účastníkem neoficiálních výstav Konfrontace I–III v letech 1961–1963. V té době také navázal kontakty s ostatními umělci zabývajícími se strukturální malbou v Praze (Aleš Veselý, Vladimír Boudník, Mikuláš Medek) a v Polsku (Marian Bogusz). V roce 1960 Vladimír Boudník seznámil Eduarda Ovčáčka s Jiřím Kolářem. Moravští a slovenští strukturalisté sdružení v Tvůrčí skupině Parabola vystavovali společně poprvé v roce 1963 v DU Olomouc a v roce 1964 v Ostravě.
O rok později Eduard Ovčáček v Ostravě představil lettristické obrazy na výstavě Obraz a písmo a byl přítomen na reprezentativní přehlídce československé grafiky v Písku. V druhé polovině šedesátých let se v jeho ateliéru scházela skupina výtvarníků orientovaných na abstraktní umění. Nově založený Klub konkrétistů spojil více než 50 českých, moravských a slovenských umělců a od roku 1967 uskutečnil sérii výstav doma i v zahraničí.
Na okupaci Československa v roce 1968 reagoval konkrétní a vizuální poezií s názvem Lekce velkého A, kterou ještě stihnul publikovat v Literárních listech a některých dalších periodikách v Československu a v zahraničí. Po tomto veřejném vystoupení a jako pozdější signatář Charty 77 byl po celou dobu 70. a 80. let režimem všemožně šikanován a ztratil možnosti vystavovat v oficiálních galeriích. Výstavy neoficiálních výtvarníků se v té době konaly pouze v dostatečné vzdálenosti od Prahy, obvykle v místním kulturním středisku, divadle, muzeu nebo menší galerii v městech Orlová, Sokolov, Blansko, Hodonín, Frýdek-Místek, Český Těšín nebo Brno, později v Galerii H a Minisalonu Jazzové sekce.
Na počátku 90. let došlo k intenzivnímu obnovování výtvarnických sdružení a jméno Eduard Ovčáček se objevovalo na výstavách Spolku výtvarných umělců Mánes, Sdružení českých umělců grafiků Hollar, Umělecké besedy, Nového sdružení pražských umělců a Výtvarné skupiny Jiná geometrie.

Po roce 1997 byl z iniciativy některých teoretiků (Arsén Pohribný, Jiří Valoch aj.) založen nový Klub konkrétistů s pobočkami v několika oblastních centrech. Eduard Ovčáček byl členem ostravské skupiny konkretistů a pokračoval zde v intenzivní tvůrčí činnosti.
Jeho dcera Berenika Ovčáčková (narozena 7. února 1964 v Ostravě) je rovněž grafička a malířka.

### Pedagogická činnost
V letech 1963–1968 vyučoval Eduard Ovčáček grafické techniky na Olomoucké univerzitě.
V roce 1991 se stal spoluzakladatelem nové Fakulty umění při Ostravské univerzitě, kde jako profesor vedl Ateliér volné grafiky na Katedře intermedií. Udržoval kontakty s akademickými kolegy, zejména na Slovensku a v Polsku (Univerzity v Katovicích, Krakově a Lodži).

## Dílo

### Východiska tvorby
Během studií koncem 50. let se Eduard Ovčáček zajímal o piktogramy v archaickém umění a interpretoval je v expresivní figurální malbě, která se postupně vzdávala barevnosti a směřovala k výtvarným znakům. Figuraci zcela neopustil ani ve své strukturální grafice a materiálovém tisku z počátku 60. let (Královský cyklus, 1962). Stejně jako další výtvarníci, kteří se začátkem 60. let zabývali abstraktním uměním, byl silně ovlivněn existenciálními literárními díly Sartra, Camuse, Kafky, Becketta nebo Ionesca (grafický cyklus Konec šťastných dnů). Titíž autoři a s nimi i dadaistické a absurdní divadelní hry Jarryho, Tzary a Václava Havla se stali aktuální inspirací Ovčáčkových děl i za normalizace (obrazy Dva na tribuně, Otec Ubu ještě králem, Jednoruký řečník). Cykly obrazů Systémy, Paměťové díry, Konec informací byly inspirovány dystopickým románem George Orwella 1984.
Podobně jako většina českých a slovenských umělců skupin Konfrontace, kteří na přelomu 50. a 60. let vytvářeli specifickou československou tvář informelu, také Eduard Ovčáček se později vracel ke konkrétním formám zobrazování. Od poloviny 60. let se zabýval vizuální poezií a písmové znaky (tzv. grafémy) používal k záznamu slov i jako šifry nebo uspořádané sestavy jednotlivých liter. V této době získal secesní kovové raznice písmen, které pak vtiskoval do grafické desky, vypaloval do povrchu papíru a dřeva nebo vtlačoval jako plošné reliéfy do vrstev ručního papíru. Fenoménu a problematice písma se věnoval do konce života. Stal se tak nejdůslednějším českým představitelem výtvarného směru zvaného lettrismus. Nejčastěji opakovaným motivem jsou formy číslice 3, které odkazují k datu narození autora.

### Kombinované techniky
V období 70. a 80. let, kdy nemohl vystavovat, tvořil dřevěné reliéfy s vypalovanými znaky předmětů a písmen, propalované koláže, malby akrylem i olejem a díla využívající kombinace uvedených technik.

Po roce 1980 jako volný pandán k dřevěným reliéfům vzniká série reliéfů v ručních papírech z rozmixované papírové hmoty. Opět se zde objevují jednotlivá slova nesoucí sdělení, fragmenty slov i pouhé shluky liter. Haptickou kvalitu struktury i barevnou tonalitu určují druhy použitého papíru. Otisky písma a běžných předmětů autor kombinoval s odlitky různých částí těla a kolážemi s propálenými písmeny. Tyto papírové antropometrie vytvářejí již autonomní plastický objekt.

### Prostorové instalace
Na konci 60. let se Eduard Ovčáček soustavně věnoval také tvorbě prostorových kompozic, sestavených z jednoduchých barevných dřevěných dílů, které nazýval Architektony pro podobnost s architektonickými modely. Zdánlivě náhodné a neuspořádané instalace barevných tyčí z počátku 90. let později podrobil řádu a využil je v závěsných reliéfech. Geometrické objekty, kterými na tuto tvorbu navázal kolem roku 2010, jsou sestavami jednotlivých prvků v kontrastních komplementárních barvách nebo rytmizovaných barevných přechodech. V devadesátých letech pod názvem staronové znaky realizoval ucelenou sérii kompozic na plátnech a papírech a v podobě prostorových akcí a instalací (Prostor Zlín, 1994; akce s hořícími lany Zastavený čas II v Třebíči, 1994 a performance meeting Malamut v Ostravě, 1994).

### Grafická tvorba
Grafická tvorba autora se odvíjela od strukturální grafiky a techniky tisku z hloubky přes krátké období Grafo-ready made z počátku 70. let k cyklu Člověk a znak (1979–1980), který souvisel s jeho tehdejším zájmem o bizarně fantaskní realismus a je paralelou k ilustracím knihy markýze de Sade: 120 dní Sodomy.

Od konce 60. let se zabýval serigrafii, kterou u nás jako grafickou techniku rehabilitoval a začal využívat mezi prvními. V devadesátých letech uspořádal na půdě Ostravské univerzity řadu workshopů serigrafie a zároveň plynule přešel ke stále dokonalejší technice digitální počítačové grafiky a velkoplošného tisku. Patřil v tomto oboru k nejoriginálnějším tvůrcům, který neustále posouval hranice možnosti zobrazení, aniž by opustil své původní zaujetí písmem.

V letech 1964–65 se věnoval kombinaci fotografie s tiskem, zprvu v cyklu Tetovaná žena (geometrické plány a písmo exponované spolu s ženskými akty), v 21. století v cyklu Fotografika, kde využíval kombinace digitalizovaných fotografií a počítačové grafiky.

Eduard Ovčáček se zabýval rovněž typografií a v letech 1986–2013 se podílel na vydání desítek publikací o výtvarnících a výtvarném umění.

### Ocenění
- 1965 Cena za grafiku, Mezinárodní výstava Złote grono, Zielona Góra
- 1968 Čestné uznání za grafiku, I. Bienále výzkumy grafiky, Jihlava
- 1995 Grand Prix hlavního města Prahy, I. Mezinárodní trienále grafiky INTER-KONTAKT-GRAFIK 1995, Praha – Kraków;
- 1996 Cena České spořitelny, Bienále české grafiky, GVU Ostrava
- 1998 1. cena Feliciena Ropse, Muzeum F. Ropse, Namur
- 1999 Cena Vladimíra Boudníka, Nadace Inter-Kontakt-Grafik, Praha
- 2000 Grafika roku, Čestné uznání v kategorii A, Praha
- 2004 Grafika roku, Čestné uznání v kategorii A, Praha
- 2007 Christmas 2007 – AR, Bratislava
- 2008 Cena města Ostravy 2008

### Zastoupení ve sbírkách
- Albertina, Vídeň
- Národní galerie v Praze
- Moravská galerie v Brně
- Nationalgalerie, Berlín
- Slovenská národní galerie, Bratislava
- Muzeum narodowe, Varšava, Krakov
- The Sackner Archive of Visual and Concrete Poetry, Miami Beach
- Le Musée du Petit Format, Nimes
- Musée Felicien Rops, Namur
- Stadtgalerie, Bochum
- Hamburger Kunstsammlungen
- Kassákovo muzeum, Budapešť
- Ministerstvo kultury České republiky
- Oblastní galerie
- Soukromé sbírky doma a v zahraničí

### Členství ve skupinách
- Kroky (1958)
- Bratislavské konfrontace (1960–1965)
- Parabola (1962)
- Klub konkrétistů (1967, EO jedním ze zakladatelů)
- Výtvarná skupina Jiná geometrie
- SČUG Hollar (od roku 2001)
- Spolek výtvarných umělců Mánes (1992–2004)
- Umělecká beseda (od roku 2008)

## Výstavy

### Autorské (výběr)
- 1966 Výtvarné dílo 1961–1966, Dům umění, Ostrava , Galerie na Karlově náměstí, Praha, Forum Stadtpark, Graz
- 1967 Galerie výtvarného umění Ostrava; Kleine Graphik Galerie, Brémy
- 1970 Obrazy – plastiky – grafika, Okresní vlastivědné muzeum, Frýdek-Místek
- 1972 Divadlo hudby OKS, Olomouc
- 1980 Výtvarné dílo, Dům kultury, Orlová
- 1981 Koláže 1964–1981, MKS, Český Těšín , Galerie Slavia, Brémy
- 1983 Stopy písmen 1980–1983, MKS, Blansko, Galerie PRAgXIS C. Schüppenhauer, Essen-Kettwig
- 1983/84 Koláže / ruční papíry, VŠV, Brno, MG Čs. spisovatele, Praha
- 1985 Figurální tvorba, GVU v Hodoníně
- 1986 Ruční papíry / koláže / plastiky, Atrium, Praha
- 1987 Práce z ručního papíru, Zámek Sokolov, Sokolov
- 1987 Kresby, MG Čs. spisovatele, Brno
- 1989 ÚMCH, Praha, Gluri-Suter-Huus, Wettingen
- 1990 Kresby, Galerie Československý spisovatel, Praha
- 1990 Obrazy, grafiky a kresby, Galerie Delta, Frýdek-Místek
- 1991 Obrazy a grafika /parabola 61–91/, Galerie Fronta, Praha
- 1991/92 Obrazy, kresby, koláže, plastiky, práce z papíru, poezie, Dům umění, Ostrava,. Galerie Malovaný dům, Třebíč, OGV v Jihlavě, OVM, Šumperk, Galéria PM Bohúňa, Liptovský Mikuláš
- 1992 Kresby ohněm / znaky, Galerie Nová síň, Praha
- 1993 Soupis grafické tvorby z let 1961–1993, Dům umění, Ostrava
- 1993 DU, Stará radnice, Brno, GVU v Ostravě; Státní galerie, Zlín, Centrum Sztuki w Bytomiu, Galerie Jensen, Hamburk
- 1994 MKS Krnov, Galerie Paseka, Praha, Středoevropská galerie, Praha
- 1995 Galerie im Rathaus, Berlín, Státní muzeum, Frenštát pod Radhoštěm
- 1996 Stopy písma a znaků, Výstavní síň Sokolská 26, Ostrava, Synagoga, Hranice, Langův dům, Frýdek-Místek, České centrum, Berlín
- 1997 Die Künstlergilde Galerie, Esslingen,
- 1998 Staroměstská radnice, Praha, Galerie am Südbahnhof, Mohuč, Dům umění, Zlín
- 1999 Tvorba z let 1959–1999, Výstavní síň Husova, Praha
- 1999 Rotace, Dům umění v Opavě
- 1999 Serigrafie 1968–1999, Pálffyho palác, Bratislava
- 2000 Výběr z díla, Galerie Jiřího a Běly Kolářových, Praha
- 2000 Serigrafie, obrazy, objekty, Sankturinovský dům, Kutná Hora
- 2001 Eduard Ovčáček: Na ostravsku, Dům umění, Ostrava
- 2001 Serigrafie, Galerie Magna, Ostrava
- 2001 Grafika, Galerie Hrozen, České Budějovice, Galerie Chagall, Karviná,
- 2002 Galerie Aspekt, Brno, Instytut Sztuki w Katowicach – Filia w Cieszynie
- 2003 Mac&rt počítačová grafika, Galerie Langův dům, Frýdek-Místek
- 2005 Sémantická vibrace, Galerie Magna, Ostrava
- 2005 Výběr 1959 až 2005, Oblastní galerie v Liberci, Liberec
- 2005 Elementární estetika, Galerie Aspekt, Brno
- 2006 Interpretace, Muzeum a pamětní síň Sigmunda Freuda, Příbor
- 2006 Serigrafie & digitální tisky 1997–2006, Galerie Hollar, Praha
- 2007 Grafiky a asambláže 60. let ze sbírek GVUO, Dům umění, Ostrava
- 2007 Peripetie písma & znaků, Galerie Smečky, Praha
- 2008 Eduard Ovčáček 75, Galerie Beseda, Ostrava, Galerie Trisia a.s., Třinec
- 2008 Metamorfózy E. O., Turčianska galéria, Martin
- 2009 Komunikace písmem & obrazem / Communication via the letter & the picture, Muzeum umění, Olomouc
- 2009 Počítačová graﬁka, Artgallery Devín, Bratislava
- 2009 Fotografika, Autorská galerie české fotografie, Ostrava (Ostrava-město)
- 2009 Letterstory, mj. ruční papíry, koláže, plastiky, architektony, Maison Pierre Werner, Lucemburk
- 2010 Adadozet – prace z lat 1960–2010, Galeria Rondo Sztuki, Katowice
- 2012 Poslední dekáda, Muzeum města Blanska
- 2012 Ve zkratce, Museum Kampa, Praha
- 2012 Premeny médií 1960–2012, Galéria M.A. Bazovského, Trenčín
- 2022 Fotografika, Artinbox Gallery, Praha
- 2022/23 Groteska (70. – 90. léta), Museum Kampa, Praha

### Společné
- Od roku 1960, více než 200 výstav, podrobný soupis viz abART

### Ilustrace
- SADE, D. A. F. de, 120 dní Sodomy, 1993, 19 ilustrací E. Ovčáček, soukr. tisk, ISBN 80-85432-34-X

### Monografické publikace (výběr)
- Eduard Ovčáček: Výtvarné dílo 1961–1966, 1966, Valoch J, kat. 27 s., něm., č., angl., DU Ostrava
- Eduard Ovčáček: Výtvarné dílo, 1980, Janoušek I, kat. 40 s., DK Orlová
- Eduard Ovčáček: Koláže 1964–1981, 1981, Jůza V, Ovčáček E, kat. 24 s., MKS Český Těšín
- Eduard Ovčáček: Figurální tvorba, 1985, Kříž J, kat. 20 s., GVU Hodonín
- Eduard Ovčáček: Kresby, 1987, Zhoř I, kat. 20 s., MGČs spisovatele, Brno
- Eduard Ovčáček: Práce z ručního papíru, 1987, Kříž J, kat. 20 s., Zámek Sokolov
- Eduard Ovčáček: Obrazy, kresby, koláže, plastiky, práce z papíru, poezie, 1992. Hartmann A a kol., 70 s., č., angl., fr., něm., GVU Ostrava, ISBN 80-85091-17-8
- Eduard Ovčáček: Kresby ohněm / znaky, 1992, Fila R, kat. 20 s., G. Nová síň, Praha
- Eduard Ovčáček: Soupis grafické tvorby z let 1961–1993, 1993, Drabina K a kol., kat. 69 s.,angl., č., fr., něm., GVU Ostrava, ISBN 80-85091-10-0
- Lekce velkého A: Konkrétní a vizuální poezie 1962–1993, 1995, 269 s., Trigon, Praha, ISBN 80-85320-64-9
- Eduard Ovčáček: tvorba z let 1959–1999, Kříž J, kat. 190 s., Gema Art, Praha, ISBN 80-86087-23-9
- Eduard Ovčáček: Seriografie 1968–1999, 1999, Mojžíš J, kat. 7 s., Pálffyho palác, Bratislava
- Eduard Ovčáček: Na Ostravsku, 2001, Jůza J, kat. 84 s., č., angl., GVU Ostrava, ISBN 80-85091-52-6
- Eduard Ovčáček: Výběr 1959 až 2005, 2005, Machalický J, Strnadová A, kat. 112 s., OG Liberec
- Eduard Ovčáček 1956 – 2006, 2007, Machalický J a kol., monografie 663 s., Gallery, Praha, ISBN 978-80-86990-00-2

### Katalogy kolektivní (výběr)
- Grafika 65, 1965, Zemina J, kat. 30 s., VM Písek
- Klub konkrétistů, 1968, Pohribný A, kat. 96 s., OGV jihlava
- Písmo a obraz, 1971, Petránsky Ľ st. kat. 104 s., Pallas, Bratislava
- Klub konkretistů, 1969, Masini L V, Pohribný A, kat. 48 s., GVU Karlovy Vary
- Současná česká grafika, 1989, Hošková S, Petr P, kat. 262 s., SČVU Praha
- Česká koláž, 1997, Dryje F a kol., kat. 165 s., Gallery, NG Praha, ISBN 80-86010-04-X
- Česká serigrafie, 1999, Ovčáček E, kat. 72 s., Ostravská univerzita
- Six from the sixties, 2002, Bajcurová K, Mojžiš J, kat. 64 s., angl., č., MU Olomouc, ISBN 80-968625-2-9
- Art is Abstraction: Czech Visual Culture of the Sixties, 2003, Primus Z, kat. 328 s., angl., Kant, Praha, ISBN 80-86217-28-0
- Šedesátá / The sixties, 2004, Juříková M, Železný V, kat. 414 s., angl., č., Galerie Zlatá husa, Praha, ISBN 80-239-3406-6
- Lettrismus: Předchůdci a následovníci, 2008, Hlaváčková M, kat. 40 s., GMU v Roudnici nad Labem, ISBN 978-80-85053-76-0

### Encyklopedie
- Grafika: Obrazová encyklopedie české grafiky osmdesátých let, 1993, Hošková S, Schleppe S, 255 s., angl., č., fr., it., ně., šp., SGN Praha, ISBN 80-901559-0-1
- Nová encyklopedie českého výtvarného umění: N–Ž, 1995, ed. Horová A, 558 s., Academia, Praha, ISBN 80-200-0536-6
- Slovník českých a slovenských výtvarných umělců 1950–2002, 2002, Malá A a kol., 359 s., Výtvarné centrum Chagall, Ostrava, ISBN 80-86171-15-9

### Ostatní
- Hynek Glos, Petr Vizina, Stará garda, nakl. Argo, Praha 2016, s. 140–147, ISBN 978-80-257-1881-0